# Тай-Пэн
«Тай-Пэн», или «Тайпан» (англ. Tai-Pan: A Novel of Hong Kong, дословно — «Тай-Пэн: Роман о Гонконге»), — исторический роман американского писателя, сценариста, режиссёра и продюсера Джеймса Клавелла. Опубликован в 1966 году и постоянно переиздаётся, продано более 8 миллионов экземпляров на английском языке. Автором и критиками включался в «Азиатскую сагу»; в 1986 году был экранизирован по сценарию самого Клавелла. Переводился на многие европейские языки, а также на китайский язык (впервые в 1981 году). Роман был замечен критиками, хотя и получил противоречивые оценки.
Основной сюжет романа строится вокруг событий Первой опиумной войны и основания британской колонии на острове Гонконг. Главные герои книги — преимущественно британские торговцы опиумом, стремящиеся к открытию рынка империи Цин. Центральной фигурой является Дирк Струан — глава основанного им «Благородного дома», через которого автор откровенно озвучивает собственные ценности и видение ситуации. Главным врагом и одновременно альтер эго Струана выступает Тайлер Брок, возглавляющий конкурирующий торговый дом «Брок и сыновья». Для поэтики романа характерно противопоставление китайского и западного мышления, а также стремление показать одни и те же ситуации с разных точек зрения.

## Основной сюжет
Название романа отсылает к специфическому значению слова кит. 大班, пиньинь dàbān, палл. дабань (дословно «директор, управляющий делами», на местном диалекте тай-пэн): в Гонконге это титул, прилагаемый только к главе крупной иностранной торговой фирмы, ведущей дела на острове или на китайском побережье.
Действие разворачивается в Южном Китае в 1841 году, во время Первой опиумной войны. Сюжет линейный, развивается в хронологической последовательности на протяжении шести месяцев (при необходимости герои ссылаются на более ранние события), от подъёма британского флага над Гонконгом 26 января 1841 года, до первого тайфуна, разрушившего большую часть острова. Структурно роман поделён на 50 глав и шесть книг, каждая из которых завершается кризисом: книга первая — спасение заёмного серебра; книга вторая — земельный аукцион в Гонконге; третья — бал и конкурс на лучшее женское платье; четвёртая — смерть брата главного героя от малярии; пятая — болезнь китайской возлюбленной главного героя; шестая — гибель протагонистов во время тайфуна.
Основа сюжета — непримиримое противостояние Дирка Струана и Тайлера Брока — богатых торговцев чаем и опиумом, которые добились свободы торговли с Китаем и начинают раздел рынка. Струан стремится также открыть Китаю европейские ценности; ему интересна китайская цивилизация, а китайские женщины кажутся привлекательнее европеек (включая его собственную жену). Важную роль в сюжете играют взаимоотношения Струана с его молодой китайской наложницей Мэй-мэй, на которой он намерен жениться и сделать её «кумиром Лондона». Отдельная сюжетная линия посвящена взаимоотношениям отца и сына — Дирка и Кулума Струанов: отец стремится подготовить отпрыска к исполнению роли тай-пэна и одновременно научить взаимодействовать с Гордоном Ченом — сыном от первой китайской наложницы. Динамику сюжета обеспечивают интриги английских, американских и китайских торговых кланов — Струана, Купера-Тиллмана, Брока, Цзин-куа и Чен Шеня. Главная любовная линия связана с женитьбой Кулума Струана на дочери злейшего врага его отца — Тесс Брок. Брок организует большую спекуляцию с акциями «Благородного дома» Струана на лондонской бирже, вынуждая его взять крупный заём у китайских купцов (и даже пиратов), тогда как Горт Брок — брат Тесс — пытается заразить Кулума венерической болезнью, чтобы расстроить его брак. В конце романа Дирк Струан и Мэй-мэй погибают от тайфуна, разрушившего их резиденцию в Гонконге, что символизирует хрупкость недавно основанной колонии и неопределённость будущего «Благородного дома». Финал остаётся открытым, одним из вариантов развития будущего является то, что Кулум избавился от неуверенности и попытается осуществить отцовские планы.

## История создания
Первая книга Клавелла — «Король крыс» — была автобиографической. Далее он принял решение сделаться профессиональным литератором и новый роман стал для него «вызовом и пробным камнем». Роялти от прав на «Короля крыс» (из соображений оптимизации налогов, выплаты должны были поступать в течение пяти лет) и гонорары от сценариев позволили Клавеллу в 1963 году поселиться в Гонконге и начать работу, несмотря на то, что издатель отказался выплачивать аванс за новую книгу. То, что действие романа должно было происходить в Китае, сам автор считал совершенно закономерным, и связывал с рассказами своего отца — морского офицера. Клавелл провёл в Гонконге с женой и дочерьми 9 месяцев, собирая материалы, однако роман удался лишь с пятой попытки. Клавелл утверждал, что хотел написать роман о Гонконге, чтобы он стал для этого города тем же, что роман «Гавайи» Миченера для американского штата (по мнению Роберта Смита, получилось то, что Реймонд Чандлер сделал для Лос-Анджелеса). Собранного материала оказалось так много, что Клавелл был вынужден остановиться на смерти главного героя и задумал трилогию. По сути, все написанные Клавеллом романы постепенно образовали объёмную «Азиатскую сагу», посвящённую потомкам главных героев «Тай-Пэна» и их деятельности в разных странах Азии в разное время. Писатель не любил спешки, поэтому очередная книга цикла, она же и последняя, — «Гайдзин» — была готова только к 1993 году.
Знакомый с Клавеллом ещё по пребыванию в японском плену журналист Пол Бернстайн описывал писательский метод. Приступая к оформлению текста, Клавелл принципиально не использовал ранее сделанных набросков или специальных исследований. Равным образом, он не допускал никого к чтению рукописи, пока она не будет окончена. Возникавший при писании «затор» преодолевался чтением Хемингуэя или Библии короля Якова. Рукопись «Короля крыс» была сильно переделана редактором; при работе над «Тай-Пэном» Клавелл меньше учитывал сторонние советы. Однажды он заявил, что когда начинает первую страницу, то имеет лишь крайне смутное представление о том, чем закончится вся история.

## Литературные особенности

### Хронотоп, лейтмотивы, идейная линия
По мнению американского литературоведа Джины Макдональд (профессор Университета Лойолы), среди многообразных лейтмотивов в «Тай-Пэне» доминируют четыре главных темы:
1. Колонизация;
2. «Заворожённость Китаем»;
3. «Китайская угроза»;
4. Перекрёсток культур, на котором возможно взаимное обогащение обеих сторон[11].

Данные лейтмотивы раскрыты в романе путём длинных описаний. Фоном действия романа является строительство с нуля города Виктории, собственно, колонии Гонконг. Клавелл от своего имени утверждает, что это предприятие было бы немыслимым без соединения упорства, терпения, ума и хитрости, умения обыграть конкурента, а главное — «искусства играть с восточными людьми по-восточному». Всеми этими качествами и умениями автор наделил протагониста — Дирка Струана, который является главным лоббистом захвата Гонконга, добивается включения пункта об острове в договор с Китаем, а также покупает участки земли на острове и ведёт большое строительство, чтобы подтвердить свои права собственности. Он умеет обратить недостатки колонии в достоинства: когда его наложница Мэй-мэй едва не умерла от малярии, Струан открыл новое направление своего бизнеса — доставку хины из Южной Америки, в том числе для продажи китайцам. В финале романа, когда только что основанный город разрушен тайфуном, журналист убедительно доказывает необходимость острова, поскольку корабли в гавани остались невредимы, и, следовательно, британский флот в состоянии пережить любые бури. Дирк Струан называет Гонконг «ключом от Китая», своего рода маленькой Британией, чьё островное положение сразу ставит её в центр мировых связей и делает неуязвимой крепостью.
В романе «Тай-Пэн» образ Китая, на побережье которого разворачивается драма, играет важную роль. Эта гигантская страна предоставляет некие грандиозные возможности всем героям. Для Струана и Брока — это массовый источник дорогих товаров, следовательно, и прибыли. Для христианских миссионеров, некоторые из которых служат опиеторговцам как переводчики, — это нива для взращивания новых прихожан или, возможно, мученической судьбы. Для некоторых англичан — как мужчин (Дирк Струан, художник Аристотель Куэнс), так и женщин (Мэри Синклер), — эта страна предоставляет возможность вырваться из викторианского пуританизма и лицемерия, и сексуальную свободу. Этот обмен взаимовыгоден: Китай бросает людям Запада вызов и обеспечивает потенциал для развития, а сами китайцы получают передовые западные научные и технические достижения, а главное — понятие о человеческих правах, справедливости и современной юриспруденции. Дирк Струан в романе проходит большой путь от островного шовиниста до человека мира, подлинного интернационалиста. Автор озвучивает и его сокровенную мечту — использовать своё богатство и власть, чтобы открыть Китай миру, особенно британскому, чтобы и Китай предложил Западу «нечто особенное», пока неизвестное. Главный герой учится китайскому восприятию времени и пытается разработать стратегию развития своего «Благородного дома» на поколения вперёд, чтобы привить китайцам закон, порядок и христианство. Джина Макдональд установила, что Клавелл вложил в уста Струана идеи Эрнста Эйтеля, автора одной из первых историй Гонконга. Клавелл не был связан политической корректностью, и определённо показывал глубокую культурную обусловленность поведения китайцев, англичан и американцев.

Европейцы, по Клавеллу, многим обязаны Китаю. Даже сами того не понимая, перенимают полезнейшие вещи. Да хотя бы мыть руки перед едой, кипятить воду и подтирать задницы — в эпоху до бактериологии даже механическое следование этим процедурам спасало множество жизней. Но и китайцев Клавелл не возносит на вершину человечества. Для него, как европейца, абсолютно неприемлемо отношение китайцев к человеческой жизни, к достоинству, к женщинам и т. д. В этом он однозначно на стороне европейских обычаев. Какого-либо компромисса или признания права народа на своё видение этих вопросов он не признаёт.
Это не мешало автору заявлять, что взаимодействие китайцев и британцев жизненно важно для будущего и Запада, и Востока.
В романах Клавелла часто задействованы переломные моменты истории в плане доминирования Запада над Востоком. Согласно мнению Джины Макдональд, важную роль в романе играет переход центра китайско-европейских отношений — в первую очередь, торговых, — из португальского Макао в только что основанный Гонконг, но главным является начало нового этапа, а не конец предыдущего. Тем не менее величина Китая и его населённость вызывают чувство страха. В одной из сцен Струан говорит своему брату, что каждый четвёртый человек на Земле — китаец, и что они «ещё себя покажут». Политические аналогии очевидны: Клавелл, вероятно, стремился показать, что и в 1840-е годы в Китае таились тенденции политических потрясений 1960-х годов, — роман вышел в самом начале «Культурной революции». Очевидны были и отсылки к реалиям «Холодной войны», вызывающие больше всего протестов российских критиков. Клавелл показал Россию Николая I агрессивной державой, вынашивающей планы захвата Америки через переселение на Аляску кочевых народов и обретения таким путём мировой гегемонии. Слабое знакомство автора с российскими реалиями привело к появлению в романе «русского великого князя» по фамилии Сергеев (в оригинале Zergyev), родом из Караганды.
Система взглядов, которые исповедуют персонажи Клавелла, близка либертарианству. Он был знаком с Айн Рэнд, и в известной степени идеализировал капитализм свободного рынка и этику деловых людей. Джина Макдональд сравнивала идеологию одного из романа Клавелла — «Благородный Дом» — с «Гимном» Рэнд.

### Стилистика. Историческая достоверность
Согласно Д. Макдональд, в стилевом отношении заметно, что автором романа являлся профессиональный сценарист. Повествование ведётся от третьего лица, автор-повествователь превосходит всех героев в знании событий и понимании общей обстановки, описывает и комментирует действия, вводит диалоги и внутренние монологи. Типичная сцена строится следующим образом: внутренние размышления героя превращаются в речь, перемежаемую внутренними комментариями, иногда с авторскими ремарками. Большой объём диалогов контрастирует с минимумом конкретных описаний; читатель сам выстраивает образы героев и оценивает их мотивацию. Описания становятся подробными только в боевых сценах и сценах погони, отчасти, во время штормов и параллельных им по напряжённости деловым переговорам. Немало места уделено внутренним монологам Дирка Струана, что отражает его стратегическое мышление и устремлённость в будущее. Стиль письма прост, автор не злоупотреблял метафорами, а также старался вводить эротические сцены только там, где они уместны, и подавал их в завуалированном виде. Роберт Смит утверждал, что стиль всех романов Клавелла однотипен: образы персонажей и язык, которым они пользуются, подчинены быстрому действию, «меланжу сюжетов», стремительно двигающихся к неожиданной развязке. Отсюда «картонность» персонажей и качество диалогов, которым «далеко до Хемингуэя». Дословно: «стиль Клавелла вызывает ассоциации со страусом, а не орлом, — он мчится вперёд, но никогда не сможет воспарить». В этом залог успеха Клавелла как коммерческого писателя: «количество экшна равно объёму продаж».
Клавелл создавал исторический роман, но не заботился о строгой достоверности; его главной задачей было передать читателям эмоциональное впечатление от рассматриваемой эпохи. Испытывая неприязнь к любой организованной религии, автор сильно преуменьшил роль церкви в становлении Гонконга и налаживании китайско-европейских связей, хотя и упоминает протестантских и католических миссионеров. Струан получился своего рода «сверхчеловеком», у которого хватает средств и влияния организовывать операции Королевского военно-морского флота, лоббировать британское подданство для китайских жителей Гонконга, построить первый ипподром и основать первую газету на острове. Джина Макдональд считает этот приём самым слабым местом романа, отчасти, компенсируемым точностью в деталях, из которых читатель может многое узнать о повседневности XIX века. Создавая персонажей, Клавелл обычно совмещал несколько прототипов (в том числе своих знакомцев по реальной жизни), поэтому нельзя говорить о прямом соответствии исторических и художественных действующих лиц. Прототипом фирмы «Благородный дом» послужил концерн Jardine Matheson; черты и детали биографии его основателей Уильяма Джардина и Джеймса Мэтисона были использованы в описании жизненных судеб Дирка и Робба Струанов. Американская фирма Джеффа Купера — Russell & Company, фирма Тайлера Брока — Dent & Co. Прототипом Цзин-куа был Хокуа (1769—1843), представитель Гунхана, а Гордона Чена — сэр Роберт Хотунг. Одним из прототипов американки Шевон Тиллман была мемуаристка Гарриет Лоу (1809—1877). В немецком «священнике-ренегате» Вольфганге Мауссе угадывается Карл Гюцлаф, а художник Аристотель Куэнс очень похож на Джорджа Чиннери, хотя один из критиков называл его «клавелловским Тулуз-Лотреком».
- Жители Гонконга и Макао 1830—1840-х годов на картинах Джорджа Чиннери
- Уильям Джардин
- Купец Хокуа
- Китайский чиновник
- Американка Гарриет Лоу[англ.]

### Персонажи. Поэтика оппозиций

#### Протагонист и антагонист: Дирк Струан и Тайлер Брок
Критик Уэбстер Шотт отметил, что в романе активно действуют около 40 персонажей, которых нелегко разделить на первый и второй ряды. Центральной фигурой, вокруг которой разворачивается всё действие, является Дирк Струан — глава основанного им «Благородного дома», через которого автор откровенно озвучивает собственные ценности и видение ситуации. Джина Макдональд считала, что воплотивший персонажа в экранизации Брайан Браун хорошо передал самоуверенность и жёсткость главного Тай-пэна. В политических и даже в личных делах ему свойственен подход с многоходовыми интригами, до поры до времени не ясными никому, кроме самого их автора, причём Струан склонен идти на риск. При всей жёсткости и способности без колебаний пойти на убийство, Струан не приемлет рабства и унижения во всех его формах (приобретя новую служанку для своей наложницы, он немедленно разорвал документы о её продаже). Как и самому Клавеллу, Струану претит религиозность: однажды он случайно узнал, что самый набожный из жителей Гонконга — Горацио Синклер, когда-то совратил собственную малолетнюю сестру Мэри, и не перестал вожделеть её и далее. Китаянка-наложница Мэй-мэй предлагает собственную — прагматическую модель религиозности (морскому богу предлагается слиток серебра, но в действительности в море бросают бумагу, в которую слиток был завёрнут). Упоминается в тексте и Хун Сюцюань — самопровозглашённый китайский «мессия».
Одной из важнейших тем в романе является конфликт отцов и детей. Он показан через отношения Струана с его старшим сыном Кулумом (от скончавшейся в Шотландии европейской жены Дирка, не вынесшей климата Китая). Струан, как и сам Клавелл, доверяет традициям там, где они ему удобны, осознавая, что перемены следует осуществлять с большой осторожностью. Здесь показательна дискуссия отца и сына о чартистах: где 20-летний студент видит только либеральные идеалы и стремится избавить бедных от их участи, там 43-летний торговец с огромным опытом видит угрозу революции, которая сметёт вообще всех; принимая демократические реформы, Струан не приемлет тезиса, что перемены хороши сами по себе, а цель оправдывает средства. Узнав, что каждый десятый англичанин — нищий, он рассуждает о необходимости регулировать рождаемость, но не допустить революции. Иными словами, он пропагандист англосаксонских ценностей — индивидуализма, равных для всех возможностей и свободной торговли.
Для романов Клавелла характерно использование пары «протагонист — антагонист». Главным врагом и одновременно альтер эго Струана выступает Тайлер Брок — тай-пэн конкурирующего торгового дома «Брок и сыновья». По словам Дж. Макдональд, «оба — негодяи, стремящиеся нарушать правила и бросать вызов судьбе». Разница в том, что они воплощают противоположные принципы в рамках единой системы ценностей. Брок — бесчувственный и безжалостный эгоист, тогда как Струан более социабильная личность, он обладает стратегическим мышлением, оперирует категориями семьи и общества. Брок начинал карьеру как работорговец, Струан, служивший под его началом, возненавидел рабство. Брок — тактик, стремящийся к мгновенной выгоде и удовлетворении своих потребностей; Струан — стратег, который мыслит, как ему принести пользу будущим поколениям и всей британской нации. Брок воспитывает своего первенца — Горта — скрытным, жёстким и жестоким, каков он сам; напротив, Струан учит своих сыновей — англичанина и китайца — познать самого себя и открыть в самых тяжёлых невзгодах источники внутренней силы. Отдельно показано их отношение к женщинам. Для Брока они делятся на две категории: жёны и дочери должны повиноваться, публичных же женщин надлежит использовать, и в их отношении возможно любое насилие. Струан невероятно терпим по меркам викторианской эпохи. Когда он узнал, что Мэри Синклер стала тайной проституткой, обслуживающей высокопоставленных китайцев, то сделал её своим тайным агентом и периодически поддерживал материально. Брок, пользуясь выгодами торговли с Китаем, противопоставляет себя китайцам. Струан через своих китайских наложниц глубоко погрузился в культуру Гуандуна, и понимает силу многих китайских обычаев и традиций; иногда они позволяют решить конфликт без насилия. Вообще конфликты между Струаном и Броком определяют динамику действия всех шести книг романа: в первой книге Брок разорил Струана на Лондонской бирже и пытается отнять занятое у Цзин-куа серебро, во второй они устраивают схватку на земельном аукционе, в третьей — борются за власть над обществом на балу у губернатора; в остальных — пытаются уничтожить друга друга.

#### Китайцы и европейцы
Для поэтики романа характерно противопоставление китайского и западного мышления, а также стремления показать одни и те же ситуации с разных точек зрения. Огромную роль играют категории «лица» (и «потери лица») и китайское понятие божественной удачи, которое на пиджин-инглиш передаётся словом joss. Клавелл с откровенной иронией описывал английские и китайские предрассудки, в которые погружены большинство героев. Обе стороны — западная и восточная — считают себя людьми в подлинном смысле слова, а своих оппонентов — «варварами». Незаконный сын Струана — Гордон Чен — усыновлён китайским купцом, считает себя китайцем и благодарит богов, что был воспитан не европейцем. Мэй-мэй рассуждает о наивности и невежестве западных мужчин, которыми легко манипулировать, тогда как её дед — могущественный купец Цзин-куа — сравнивает «варваров» с обезьянами, и даёт весьма нелестную характеристику внешности Мэри Синклер, которая является признанной в Макао и Гонконге красавицей. Кулум Струан, напротив, считает уродливыми китайцев и утверждает, что их невозможно отличить друг от друга; Мэй-мэй также не показалась ему красивой. То же касается всех аспектов культуры, а особенно пищи. Британцы не признают гуандунской кухни, оперирующей всем, «что движется спиной к Небесам», включая насекомых. Китайцы испытывают физические страдания от мяса с кровью и т. д. В описании эпидемии малярии показана разница восприятия смерти и похорон: для европейцев это неприятная и мрачная церемония, отмеченная молчаливой скорбью; цвет траура — чёрный. У китайцев похоронные процессии громкие и красочные, привлекаются профессиональные плакальщики, одетые в белое. Размах церемонии и число участвующих должны показать общественный престиж покойного и обеспечить дополнительное «лицо» его родне.
Китай — перенаселённая и бедная страна, поэтому цена индивидуальной человеческой жизни ничтожна. Струан становится участником битвы с пиратами, и удивлён тем, что тонущих моряков никто не спасает, потому что жизнь и смерть — это joss. Однако по меркам современности европейцы XIX века чрезвычайно кровожадны: в романе описан поединок по боксу между представителями Королевских армии и флота, который ведётся практически до смерти. Чрезвычайно натуралистично описаны схватки между Струаном и Броками и убийство Горта. Отношение к жизни и смерти напрямую связано с отношением к подательницам жизни — женщинам. Девочки не ценились в старом Китае, даже в самых бедных семьях. Богатые родители использовали дочерей в своих целях. Цзин-куа поставил своей целью «цивилизовать лучшего из варваров» — Струана, для чего продал ему собственную 13-летнюю внучку Мэй-мэй, уже получившую наилучшее китайское воспитание. Она, освоив английский язык, в равной степени горда ролью наложницы и будущей жены тай-пэна англичан (и посылает наёмных убийц к Горту Броку), и одновременно ревностно исполняет роль осведомительницы своего деда-купца. В значительной степени от неё зависят отношения между Востоком и Западом. Не обходится и без недоразумений: Струан был шокирован, когда заболевшая малярией Мэй-мэй купила ему наложницу на день рождения, чтобы не нужно было идти в бордель. С другой стороны, Дирк всерьёз размышляет о браке с племянницей главы американской торговой фирмы Тиллмана из-за приданого и политических связей в Вашингтоне, вызывая ревность Мэй-мэй. Когда дядя устраивает её брак без согласия, Шевон Тиллман просит Струана выкупить её за долю акций, как он купил Мэй-мэй, и это тоже шокирует главного героя. Далее он размышляет, что при своих деньгах мог бы рассчитывать на брак с дочерью лорда или министра лондонского кабинета.
Клавелл затронул и проблему так называемых «приличий» и вообще поведенческих норм в разных культурах. Мэй-мэй поддразнивает Струана за его неумение говорить о теме секса, хотя он не испытывает смущения, занимаясь им. Струан возражает, что в китайском языке отсутствуют аналоги западных понятий «любовь» и «обожание». Китайцы не знают и понятия личного пространства: например, китайские слуги без стука входят к Струану или могут о чём-то спрашивать его, когда он моется. При этом Мэй-мэй, совершив крупный проступок (сшив себе самовольно европейское платье на костюмированный бал, на котором не смеет появиться), отвешивает Струану восемь земных поклонов и ожидает порки. Ноги её перевязаны, и Струан считает это уродством; ему отвратительно, что Мэй-мэй гордится тем, что её искалечили, ибо это демонстрирует её высокий социальный статус. Однако главный герой (и Клавелл) стремится научиться думать, как китайцы. Когда Струан занял у Цзин-куа 5 миллионов серебряных долларов, они заключили устный договор, который будет действовать в течение 200 лет для всех будущих тай-пэнов: предъявив тайный знак — разрубленную пополам монету — её обладатель сможет потребовать любую услугу, вне зависимости от её законности. Одну из этих монет сразу предъявил глава пиратов Ву Фан Чой, и потребовал, чтобы на каждом из клиперов Струана обучался китаец — будущий капитан. Одного из своих внуков Цзин-куа отправил в Лондон, чтобы дать ему воспитание денди. Размышляя об этом, Струан назвал китайский ум «величественным» и «беспощадным». Клавелл обращает особое внимание читателя на диалог Струана с Мэй-мэй. Наложница-китаянка говорит английскому купцу: «Учись на уроках Китая… Люди никогда не меняются»; в тон ей Дирк отвечает: «Учитесь у Англии… Все равны перед законом, и закон справедлив», но ему нечего возразить, когда Мэй-мэй замечает, что при этом люди всё равно умирают от голода.

#### Отцы и дети
В романе рассмотрены четыре модели отношений отцов и сыновей, представленные парами: Тайлер и Горт Брок, Дирк и Кулум Струан, Дирк Струан и Гордон Чен, а также капитан Скраггер — английский каторжник на службе пирата Ву Фан Чоя, и его сын-европеец Фред. Ключевой проблемой здесь является то, что отцам приходилось с раннего детства бороться: сначала за выживание, затем — за богатство и власть. Сыновья получают успех и деньги как само собою разумеющееся условие; их борьба разворачивается за самоопределение перед лицом родительских ожиданий. Брок воспитывает в Горте беспощадность, и поручает ему самые грязные дела, в том числе связанные с убийствами. Чем более изощрены планы Горта, тем больше гордится им отец. Однако их отношения построены на силе, и однажды Горт бросает вызов отцу и берёт над ним верх. Струан в известном смысле проделал тот же жизненный путь, что и Брок, и вспоминает времена, когда он семилетним мальчишкой участвовал в Трафальгарской битве (подносчиком боеприпасов — «пороховой мартышкой»), а его братья в буквальном смысле умирали от голода, когда их выбросил на улицу землевладелец. Кулум не одобряет философии своего отца, и его видение жизни как бесконечной битвы. Струан, собираясь вернуться в Европу, подвергает сына тяжёлым испытаниям, стремясь подготовить к роли тай-пэна. Когда Брок на земельном аукционе использует в своих целях щепетильность Струана к вопросам чести, Дирк поручает провести сделку Кулуму, и тот отдаёт спорный холм под церковь. Лишь затем Струан объяснил, что ему пришлось бы заплатить за холм даже самую несоразмерную цену, а сын спас лицо ему и их фирме. Кулум рассудком понимает его правоту, но человеческое отчуждение между ними растёт; вдобавок, он сознаёт, что слабее отца и всегда останется его орудием. При этом Струан искренне любит сына, тогда как Кулум стыдится отца — пирата, контрабандиста опиума, прелюбодея и убийцу. Китайские наложницы отца и его дети-евразийцы оскорбляют мораль Струана-младшего.
Совершенно иные отношения у Струана с Гордоном Ченом. Сын от его первой китайской наложницы был принят компрадором, ведущим дела «Благородного дома» с китайской стороны, и стал общаться с отцом только в зрелом возрасте. Струан не выражает чувств, но скрытно помогает Гордону, который ценит в отце изощрённость стратегии, и испытывает к нему благодарность и уважение. Повышение статуса Струана даёт Гордону «дополнительное лицо», он нанят отцом для преподавания английского языка Мэй-мэй, и сделался крупнейшим землевладельцем на острове. Видение Струаном британских перспектив в Китае совпадает с планами Гордона на семейное благосостояние. Клавелл заложил ещё одно противопоставление: Кулум Струан и Гордон Чен — члены тайных обществ. Однако если Кулум вступил в братство в Англии, чтобы утвердить свою мужественность, то Гордон сделался главой Триад Гонконга, чтобы отделить остров от материкового Китая.
Пара отца и сына Скраггеров в своих отношениях аналогичны Дирку и Гордону. Скраггер — беглый каторжник, пират и закоренелый негодяй, который понимает, что сделает сыну величайшее благо, отослав его как можно дальше от себя. В результате сделки Ву Фан Чоя со Струаном, Скраггер получает возможность отправить Фреда в Лондон, они расстаются навсегда, но на прощание отдаёт ему целое состояние — узелок с награбленными драгоценностями.

#### Семейные ценности
Клавелл с сомнением относился к викторианским семейным ценностям, и в результате на страницах «Тай-Пэна» появляется большая галерея персонажей, демонстрирующих ханжество традиционной модели брака. Чиновник гонконгского порта Глессинг в самом начале романа восторгается женскими качествами Мэри Синклер, но главный недостаток видит в том, что за неё не дают приданого, родители её мертвы, и она не получила воспитания в пансионе в Европе. Он так никогда и не узнал, что Мэри в детстве избивал отец (избиения прекратил Струан), совратил собственный брат и ей пришлось избавляться от нежелательной беременности, вызванной отношениями с богатыми китайцами. Мэри вынуждена решать дилемму: сохранить независимость ценой остракизма, или пойти на поводу у общественных условностей. Отдельно описана история Робба Струана — сводного брата Дирка, который женился на девушке, «поставившей не на того брата», и оказался в ловушке брака, который можно было расторгнуть лишь актом Парламента. Жена Робба ненавидит его и Дирка, умаляет его успехи и толкает к алкоголизму, разлучает с любимой китайской наложницей. Похожая модель отношений показана для лучшего художника Макао и Гонконга — Аристотеля Куэнса, — добродушного развратника и завсегдатая борделей, чья жена добралась до Гонконга из Ирландии, и пытается «загнать его под каблук». Оборотная сторона есть даже у романтического брака Кулума Струана и Тесс Брок. Хотя ей всего 16 лет, она косвенно стала причиной смерти молодого капитана (оскоплённого и убитого Гортом); вдобавок, и Броки, и Струаны стремятся манипулировать молодой парой в своих целях. В этой ситуации Кулуму нужно оторвать её от семьи; в финале романа Тесс выдала своему отцу планы Струана, а Кулум принял решение разорвать связи с Броками навсегда. Это не сулит ничего хорошего впереди. В романе «Гайдзин» (1993 года) одной фразой упоминается, что именно Тесс рулила всеми делами «Благородного дома», ненавидя собственных отца и мать, а Кулум умер от пьянства, не дожив и до сорока лет.

## Критика. Киноадаптация

### Издания
После выхода в свет в мае 1966 года «Тай-Пэн» продержался в списке бестселлеров «The New York Times» 44 недели, и за следующие 20 лет разошёлся тиражом более 2 миллионов экземпляров. В 1981—1991 годах роман выпускали в Пекине, Тайбэе и Гонконге в китайском переводе Сюэ Синго. По подсчётам Саада Хуссейна (Университет Виргинии) к 2016 году суммарный тираж романа достиг 8 миллионов экземпляров, он выдержал не менее 7 изданий на английском языке и продолжает переиздаваться. Были осуществлены переводы на французский (1966), голландский (1970), итальянский (1979), испанский (в Мексике в 1979, в Испании в 1994), португальский (1980), шведский (1981), норвежский (1982), словацкий (1987), немецкий (1988), иврит (1989), русский (1993), чешский (1994), польский (2006) языки.

### Рецензии
Роман был замечен критиками, хотя и получил противоречивые оценки. В лапидарном отзыве, опубликованном в «Revue des Deux Mondes», почти 600-страничный текст характеризовался как «фреска, которой не хватает красок и жизненности»; несмотря на это, одобряется моральный посыл воздаяния за «вульгарность, брутальность и насилие». Американские критики оказались несколько благосклоннее: в отзыве журнала Kirkus Reviews роман хотя и назван «коммерческим», однако ему предсказан большой успех у читателей: «возможно, даже не понадобится реклама». Составляющими этого успеха является сюжет, затягивающий читателя (анонимный автор обзора заявил, что роман намного лучше, чем предыдущий — «Король крыс»), а также стилевые эксперименты автора. Китайская любовь главного героя Мэй-мэй говорит на «оригинальном английском из смеcи шотландского диалекта и китайского языка». Критик счёл, что финал романа открытый, поскольку остаётся догадываться, окажется ли законный сын Струана достойным Тай-пэном, или же на его место встанет «намного более харизматичный полукитаец Гордон Чен, глава Триад Гонконга»? Похожие оценки содержались в рецензии У. Роджерса для «New York Times». Рецензент особо отметил описание беспощадности чайно-опиумного бизнеса, сообщая, что «череда ловушек, предательств, пиратских набегов, убийств, пыток, сцен супружеской неверности и инцеста кажется непрерывной». Он также обратил внимание на использование пиджин-инглиша. Впрочем, Роджерс заявил, что объём романа чрезмерен: «люди, ненавидящие друг друга с первых страниц, вынуждены ожидать почти 590, чтобы свести счёты».
Колумнист журнала «Life» Уэбстер Шотт отнёс роман к «жёсткому» (blood and guts) жанру и сразу отметил, что Клавелл — хороший «сюжетник», что проявилось ещё в «Короле крыс». Это впечатление нивелируется огромным числом персонажей, психологическая достоверность которых невелика (используется термин «фальшь»), все изображены в чёрно-белых тонах. Протагонист — 43-летний Дирк Струан — иронически характеризуется как «супермен XIX века, имеющий одинаковые выходы как на Парламент, так и Ватикан, и способный в одиночку справиться с бандой разбойников и мятежным экипажем… Это полубог, которого может остановить только тайфун». Особо упоминается, что Струан предвосхитил теории гигиенистов, и заставляет своих моряков мыть руки и использовать туалетную бумагу. Впрочем, главным достоинством «Тай-Пэна» Шотт считал следование традициям Райдера Хаггарда и Бласко Ибаньеса, но в соответствии с веяниями времени. Локации, в которых разворачивается действие, обозначены как «факсимиле истории», и этот приём позволяет извлечь читателя из плоскости обыденных представлений и окунуть в мир «поистине, олимпийской энергичности и аппетитов». Называя роман плохим, У. Шотт заявил, что это превосходный развлекательный текст. Журналист Пол Бернстайн, напротив, считал историческую достоверность «Тай-Пэна» наивысшей вообще во всём творчестве Клавелла, называя его «профессиональным репортёром», а также «одним из немногих писателей, которые по-настоящему знают Гонконг». Авторскую манеру он характеризовал как сочетание «Диккенса, Фрейда и фильмов категории „B“»: диккенсовские сироты на Востоке становятся энергичными дельцами. При этом Клавелл не ограничивается описаниями как сторонний наблюдатель, и «среднестатистический читатель узнаёт о восточном мышлении у Клавелла», а не из газетной аналитики или учёных монографий. По свидетельству того же П. Бернстайна, Клавелл болезненно переносил упрёки критиков и обвинял их в искажениях.

### Экранизация
Уэбстер Шотт завершил свой обзор в журнале «Life» ироническим пожеланием экранизировать роман, заявив, что может представить Ричарда Бартона в роли Струана («хотя Лиз, пожалуй, по физическому типу не годится для Мэй-мэй»). В том же 1966 году права на экранизацию романа были куплены за 500 000 долларов Мартином Рансоховым на условиях, что Клавелл будет автором сценария и продюсером будущего фильма. Планировалось привлечь в качестве сопродюсера Карло Понти и нанять Майкла Андерсона для режиссуры. Было объявлено, что главную роль исполнит Патрик Макгуэн. Из-за чрезмерной стоимости проекта, а также невозможности найти китайскую актрису на роль Мэй-мэй, в 1969 году он был отложен. Идея возобновления проекта возникала несколько раз в конце 1970-х годов, был написан новый сценарий, но запустить производство фильма также не удалось. Только после успеха мини-сериала «Сёгун» китайский роман Клавелла вновь стал привлекательным для продюсеров. В 1983 году права на экранизацию приобрёл Дино де Лаурентис; планировавшийся на роль главного героя Шон Коннери отклонил предложение. Наконец, канадский режиссёр Дэрил Дьюк в 1986 году осуществил постановку «Тай-Пэна»; в главной роли снялся австралийский актёр Брайан Браун, работавший с Дьюком в мини-сериале «Поющие в терновнике». В роли Мэй-мэй — Джоан Чэнь. Это был первый англоязычный фильм, снятый в Китае на базе китайской киноиндустрии. Продюсером стала Рафаэла де Лаурентис — дочь Дино и Сильваны Мангано. Фильм провалился в прокате и получил негативную реакцию критиков. Клавелл заявил, что не смотрел его и планировал вернуть себе права, реализовав сюжет в виде мини-сериала, но этого так и не было сделано. В диссертации У Цзянь утверждается, что в фильме была утрачена «изысканность сложности межкультурного конфликта», а сюжетная линия понятна только тем зрителям, которые знакомы с текстом книги.